# Sigrid Brunk
Sigrid Brunk (* 14. September 1937 in Braunschweig) ist eine deutsche Schriftstellerin.

## Leben
Sigrid Brunk absolvierte ein Studium der Malerei und arbeitete danach als Malerin, Grafikerin und Dekorateurin. Ihr Mentor Max Brod, mit dem sie seit 1955 korrespondierte, regte sie zum Schreiben an. Zwischen 1967 und 1981 veröffentlichte sie sechs Romane und Erzählungsbände, in denen vorwiegend auf präzise, realistische Weise die alltäglichen Probleme von Frauenfiguren geschildert werden. Neben dem erzählerischen Werk arbeitete Brunk auch für das Fernsehen. Sie wurde 1977 mit dem Wilhelmine-Lübke-Preis und 1980 mit einem Niedersächsischen Kulturstipendium ausgezeichnet.

## Werke
- Irische Erzählung, München 1967
- Ledig, ein Kind, Stuttgart 1972
- Das Nest, Köln 1975
- Der Besiegte, Köln 1977
- Der Magier, Köln 1979
- Flammen, Köln 1981